# A Mother's Ordeal
A Mother's Ordeal è un film muto del 1917 sceneggiato e diretto da Will S. Davis.

## Trama
Abbandonata dal marito Robert, Mary Howard, dopo aver affidato la figlioletta a una zia, tenta di uccidersi. Il tentativo di suicidio non le riesce e la donna, piano piano, scivola nella prostituzione. Gli anni passano: Robert si risposa e lei, credendo che la figlia dell'uomo sia stata il frutto di quel secondo matrimonio, per vendicarsi di lui, cerca di attirare la giovane ragazza nel giro della prostituzione. Ben presto, però, Mary riconosce in quella fanciulla ignara la propria figlia e così la restituisce alla sua vita in famiglia.

## Produzione
Il film fu prodotto dalla Van Dyke Film Production Company.

## Distribuzione
Distribuito dalla Art Dramas, il film uscì nelle sale cinematografiche USA il 26 aprile 1917.